# 모히건족
모히건족(Mohegan Tribe)은 미국 연방 정부가 공식적으로 인정한 인디언 부족이자 주권국이다. 모히건족의 인디언 보호구역인 모히건족 인디언 보호구역(Mohegan Indian Reservation)은 미국 코네티컷주 언캐스빌의 탬즈강 주변에 소재하고 있다.
모히건족의 독립 과정은 350년에 걸쳐 체결ㆍ수립된 조약과 법률에 잘 기술되어 있다. 1638년 하트퍼드 조약이 한 예인데, 웅카스 추장이 영국군과의 동맹을 통해 피쿼트 전쟁(1637-1638)에서 쟁취한 승리를 기반으로 맺어진 본 조약을 계기로 영국은 1638년 모히건족에게 주권을 부여하기에 이른다. 그러나 식민지 기간 동안 영토 유실이 지속되면서, 모히건족은 독립적인 정체성을 유지하는데 많은 어려움을 겪게 된다. 실제로 백인 개척민들은 수 백년이라는 기간에 걸쳐 모히건족이 주류 문화에 흡수된 것으로 추정했다.
모히건족은 20세기 후반 내부적인 재정비 과정을 마치고, 연방 정부에 토지 관련 소송을 제기한다. 코네티컷주 정부가 불법 매각한 기존의 영토 환수를 추진하고, 합의를 통해 1994년 미 정부로부터 인디언 주권국으로서 공식 인정을 받는다. 같은 해, 미 의회는 ‘모히건국 (코네티컷) 토지 소송 해결법’(Mohegan Nation (Connecticut) Land Claim Settlement Act)을 통과시켰다. 이에 따라 정부는 정화 처리한 구 핵시설 부지를 부족의 보호구역으로 사용할 수 있도록 인가하고 동 부지를 부족 명의의 신탁 설정하여 이전하기에 이른다. 다시 말해 모히건족은 주권국으로서의 고유 보호구역이 생겼으며 소유한 부지 내에서 도박 사업을 영위할 수 있게 되었다. 이로써 부족의 후생을 돌보고 경제를 발전시킬 수익 창출의 토대가 형성되어 1996년 10월 12일, 탬즈강 북부의 샨톡 요새 부근에 ‘모히건 선 카지노’(Mohegan Sun Casino)를 설립, 개장하기에 이른다.

## 모히건 부족의 비전
1997년 모히건 부족의 원로위원회는 아래와 같은 비전 선포문을 채택한다.
우리는 늑대 부족이자, 창조주의 자손이며, 생명나무의 구성원이다. 부족의 선조는 뿌리를, 당대는 줄기를, 또 후손은 새싹을 구성한다. 우리는 선조의 이야기를 기억하고, 전수한다. 우리는 보고, 듣고, 배운다. 우리는 대자연과, 부족의 원로와, 창조주로부터 파생되는 그 모든 것을 존중한다. 우리는 오래된 아픔과 새로 난 상처를 치유하면서, 평화 수호를 위해 화살을 부러뜨리고자 한다.
우리는 실수를 돌아보고, 깨달음을 얻는다. 우리는 한 영혼이 되어 생명의 오솔길을 따라 걷는다.
또 십삼대를 거슬러 오른 우리 선조의 가르침에 따라 십삼대에 걸친 우리 후손을 책임진다. 우리는 과거의 축적된 지혜를 바탕으로 국가로서 생존한다. 나아가 순환의 오솔길을 밟으며 부족의 온전함을 회복한다.

## 역사
17세기 이전 모히건족은, 지금의 남중부 뉴잉글랜드주 지역에 거주했던 알곤퀸족으로부터 파생한 피쿼트족의 일부였다.

### 웅카스

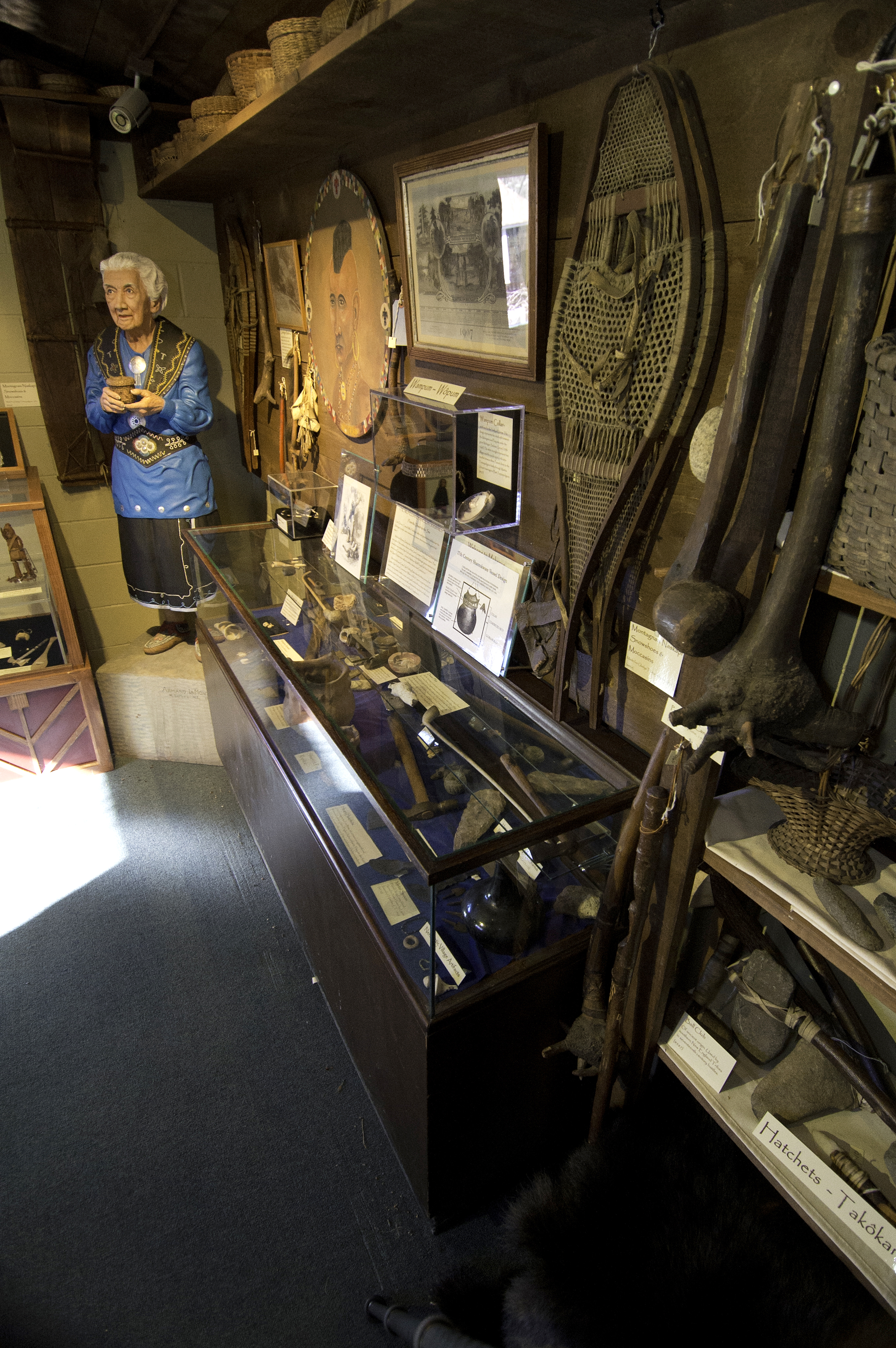
미국 내 아메리카 원주민에 의해 소유 및 운영되고 있는 박물관 중 가장 유서가 깊은 모히건 부족 박물관. 글래디스 탠터퀴전은 형제인 해럴드와 부친 존과 함께 1931년 코네티컷주 언캐스빌에 박물관을 설립해 모히건 부족의 보물 등을 보관하고자 했다.

1600년대 초 들어서 코네티컷 기반의 알곤킨어족 사용 부족들에게 매우 중요한 변화가 찾아왔다. 급속히 확장하는 유럽 정착민들로부터의 압박은 토지와 자원 확보를 위한 경쟁을 부추겼고, 신종 전염병이 우려할 만한 속도로 퍼지면서 인디언을 잠식해갔다.
당시 피쿼트족 내부에서는 사싸쿠스(Sassacus) 추장과 리더 중 한 명이었던 웅카스 간 분란이 일었고, 이후 웅카스는 추종자들을 이끌고 부족으로부터 독립하여 옛 선조들과 마찬가지로 스스로를 “모히건” 늑대부족으로 명명한다. 당시 인디언 부족들의 영국인 및 유럽인들과의 분쟁 대처법은 각양각색이었는데, 모히건족의 추장이 된 웅카스(1598-1683)는 영국 정착민들과의 협력을 선호한 반면 사싸쿠스 추장을 선봉으로 한 피쿼트족은 정착민과의 투쟁을 택하고, 이내 부족들은 여러 편으로 나뉘어 1637년에서 1638년까지 이어진 피쿼트 전쟁에 가담한다.
갈등의 번복이 키운 막대한 손실을 지켜본 웅카스 추장은 유럽인 침략자들과 우호적인 관계를 구축하고자 했다. 논란의 여지가 있는 결정이었지만, 이는 웅카스 및 모히건족이 피쿼트족과의 전쟁에서 유럽인들과 수월치만은 않은 동맹을 결성할 수 있게 하고 영국군은 모히건족의 도움으로 피쿼트족을 제압할 수 있게 된다.
웅카스 추장은 탬즈강 상류에 부족민들을 정착시키고, 유럽인들과 인디언 부족들 사이의 분쟁의 단초가 된 내러갠셋족(Narrangansett)족의 공격으로부터 부족을 지킨다. 나아가 영국인과의 동맹에 힘입어 모히건족은 필립왕 전쟁 및 이후 계속된 식민군의 공격으로부터 비교적 안전할 수 있었다.

## 정부
모히건 부족은 유럽 이주민 북미대륙 정착 이전부터 자치정부를 구성 및 유지해왔다. 모히건 원주민 자치정부는 20세기에 제정된 코네티컷주 모히건 원주민 부족 헌법에 따라 해당 지역에 대한 민형사재판권을 행사할 수 있도록 변모해왔다.
모히건 부족 국가는 모히건 부족이 통치한다. 9명의 선출직 위원으로 구성된 모히건부족위원회 및 7명의 선출직 위원으로 구성된 원로위원회가 있으며 부족자치정부의 입법권 및 사법권은 부족위원회와 원로위원회가 보유한다.
부족자문위원회에서는 사법 및 부족의 문화적 가치 보존을 담당하며 부족원 지위 부여 관련 입법권을 행사한다. 모히건부족법원에서는 각종 카지노 외 사안에 대한 판결을 내린다.
1988년 인디언 도박규제법이 의회에 통과된 후 모히건 부족국가는 코네티컷주 정부와의 협력적 관계에 기반해 도박 관련 협정 협상을 한다. 이는 1994년 모히건국 (코네티컷) 토지 소송 해결법에 따른 연방정부의 인정을 받은 후 이루어졌다. 미 정부는 연방 핵실험 부지를 정화 처리하여 모히건 부족이 사용할 수 있도록 원주민 보호구역에 포함했다.
1996년 개장한 모히건 부족 소유의 모히건 선 카지노는 그로부터 2년 후 연방정부의 인정을 얻었다. 코네티컷주 정부와 모히건 부족 간에 맺은 협정에 따라 슬롯머신 수익의 25%를 해당 주정부 재정 지원을 목적으로 할당하기로 하였다. 이를 바탕으로 추가 협정이 계속 맺어졌다. 코네티컷 내의 원주민 부족은 연방 정부 시설물을 제외하고는 해당 주에서 가장 높은 수익을 달성하고 있다. 코네티컷 주정부와 모히건부족 간의 관계를 통해 실내 흡연, 알코올 제공, 주립 경찰 등 다양한 문제에 대한 빠른 해결 도출이 가능해졌다.

### 지역사회 기여
모히건 부족은 몬트빌 도로 위 정체구간이 없도록 모히건 선으로 이어지는 진입로를 건설하고자 미화 3천5백만 달러의 부족 기금을 제공했다. 또한 이웃주민과의 긴밀한 협조를 통해 지역 내 안전하며 깨끗한 식수가 제공될 수 있도록 미화 1천1백만 달러 규모의 물 사업에 재정적 지원을 주었다.
모히건족은 코네티컷 지역사회에 더욱 많은 슬롯머신 수익이 할당될 수 있도록 힘써왔다. 카지노에 의해 가장 큰 영향을 받는 지역에 피쿼트 족과 모히건 부족 출원 자금이 추가 할당될 수 있도록 예산지원 방식을 수정할 것을 제안했다.
또한 모히건 부족은 매년 미화 5십만 달러를 몬트빌에 세금 대신 납부하고 있다. 모히건 부족은 지역사회경제개발기금 (CEDF)의 일원이다. 회전 융자 기금은 소규모 업체의 지역 내 일자리 창출에 기여할 것이다.
모히건 부족원 중 한 명은 코네티컷 대학교 이사회 위원이기도 하다.

## 경제
모히건 부족은 도박 사업을 통해 부족, 부족원 및 주변 지역사회의 경제 개발을 위한 수익을 창출해왔다. 모히건 선은 약 1만명을 내부적으로 고용하며 수천명에게 일자리를 제공하는 중소규모의 협력업체 및 지역 내 회사로부터 용역 및 상품을 공급받고 있다. 부족 및 카지노 임직원은 연방정부 및 주 정부 대상 소득세 항목과 기타 고용세 등을 납부하여 주 정부 및 연방정부에 미화 약 수천만 달러에 달하는 재정적 지원을 하고 있다.
연방법 및 모히건 부족 헌법 및 법률에 따라 미국 원주민의 카지노 수익은 부족의 자치정부에 의료, 교육, 복지 및 기반시설 지원 비용으로 활용된다. 부족에 연방정부 보조금 수혜 권리는 없으나 1997년 당시 모히건 부족은 자금을 반환 또는 거절할 수 있는 위치에 설 수 있었다. 그 해, 모히건 부족은 미화 2백2천만 달러에 달하는 정부 지원금을 미국 주택도시개발부(HUD)에 반납해 여타의 미 원주민 부족들에게 배분할 수 있도록 했다.
1996년 10월 개장한 모히건 선은 코네티컷 주에 큰 수익을 창출했다.
- 슬롯머신 수익 약 미화 25억 달러 코네티컷 주에 납부.
- 임직원 급여, 임금, 수당 및 혜택 미화 40억 달러 이상.
- 용역 및 서비스 재화 미화 60억 달러 이상.
- 미화 2억 달러 이상 주정부 세금 납부.
- 주정부 공공서비스를 위한 기금 납부 미화 6천5백만 달러 이상.
- 기부금 미화 1천8백만 달러 이상.

부족은 내셔널 라크로스 리그의 뉴잉글랜드 블랙울브스 프랜차이즈를 부분 소유하고 있으며 WNBA 코네티컷 선에 대한 전체 소유권을 지니고 있다.

## 유명인사
- 엠마 베이커 (Emma Baker): 그린 옥수수 축제를 부활시킴. 부족의장 역임.
- 피델리아 호스콧 필딩 (Fidelia Hoscott Fielding) (1827–1908): 모히건-피쿼트 부족 언어의 최후 사용 인물.
- 존 해밀턴 (John E. Hamilton) (1897-1988): 롤링 클라우드 추장. 아메리카 원주민 인권 운동가.
- 삼손 오콤 (Samson Occom) (1723–1792): 브라더타운에 거주하고 있던 원주민(Brothertown Indians)의 뉴욕주로의 이주를 도운 장로교 목사.
- 글래디스 탠터퀴전 (Gladys Tantaquidgeon) (1899–2005): 인류학자, 약초 재배자, 탠터퀴전 박물관 공동 설립자.
- 웅카스 (Uncas) (c. 1588 – c. 1683): 모히건 부족의 첫 추장.
- 마호멧 웨오노몬 (Mahomet Weyonomon): 1735년, 부족이 더욱 나은 대우를 받을 수 있도록 잉글랜드로 이끈 추장.
- 페이스 데이먼 데이비슨 (Faith Damon Davison): 모히건 도서관 기록관, 희귀 자료, 문서 및 지도 등의 관리감독 및 부족의 1997년부터 2010년까지의 3D 소장자료에 대한 책임자.[4]

## 같이 보기
- 모히건인
- 모히칸족 - 유사한 이름의 부족
- 라스트 모히칸 - 유사한 이름을 가진 부족 관련 역사적 픽션
- 코네티컷 선 - WNBA팀